# Fellaoucene
Fellaoucene (em árabe: فلاوسن) é uma cidade e comuna localizada na província de Tremecém, no noroeste da Argélia. Em 2008, sua população era de 8 781 habitantes.